# داني صابر
داني صابر (بالإنجليزية: Danny Saber)‏ هو ملحن ومنتج أسطوانات ودي جيه وعازف قيثارة أمريكي، ولد في 1966.

## وصلات خارجية
- داني صابر على موقع IMDb (الإنجليزية)
- داني صابر على موقع ميوزك برينز (الإنجليزية)
- داني صابر على موقع أول ميوزيك (الإنجليزية)
- داني صابر على موقع ديسكوغز (الإنجليزية)